# Konjatyn (Wyschnyzja)
Konjatyn (ukrainisch Конятин; russisch Конятин Konjatin, rumänisch Coniatin, deutsch Koniatyn) ist ein Dorf im Westen der ukrainischen Oblast Tscherniwzi mit etwa 650 Einwohnern (2001).

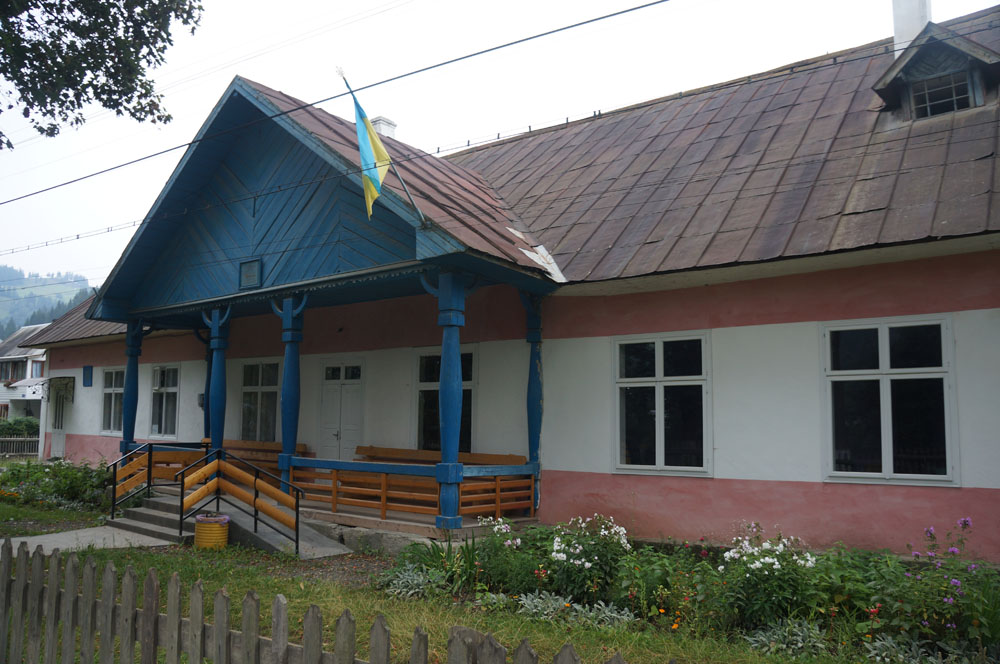
Haus der Kultur in Konjatyn

## Geografische Lage
Die Ortschaft liegt im Westen des Rajon Wyschnyzja auf einer Höhe von 563 m am rechten Ufer des Bilyj Tscheremosch („Weißer Tscheremosch“), der die Grenze zwischen den historischen Landschaften Bukowina und Pokutien bildet. Am gegenüberliegenden Flussufer liegt in der Oblast Iwano-Frankiwsk das Dorf Tscheremoschna. Das ehemalige Rajonzentrum Putyla befindet sich etwa 19 km südöstlich und das Oblastzentrum Czernowitz etwa 110 km nordöstlich von Konjatyn.

## Geschichte
Das Dorf wurde erstmals 1774 schriftlich erwähnt. Kurz danach kam es mit der gesamten Bukowina nach dem Friede von Küçük vom Fürstentum Moldau an die Habsburgermonarchie. Zunächst unter Militärverwaltung, lag das Dorf anschließend im Kreis Czernowitz und daraufhin im Kreis Bukowina des Kronlandes Königreich Galizien und Lodomerien des Kaisertums Österreich. 1849 wurde es Teil des nun eigenen Kronlands Herzogtum Bukowina.
In den 1840er Jahren waren die Bewohner des Dorfes aktiv an dem von Lukjan Kobylyzja (ukrainisch Лук'ян Кобилиця; 1812–1851) angeführten Bauernaufständen im österreichischen Teil der Bukowina beteiligt, wobei Konjatyn in offiziellen Dokumenten über die Unterdrückung dieser Aufstände als eines der rebellischsten Dörfer bezeichnet wurde.
Nach dem Ersten Weltkrieg und dem Zerfall Österreich-Ungarns wurde es zwischen 1918 und 1940 Bestandteil des Königreichs Rumänien. Nach einer kurzen Besetzung der Bukowina durch die Sowjetunion 1940/41 war es von 1941 bis 1944 Teil Großrumäniens und kam nach dem Zweiten Weltkrieg erneut an die Sowjetunion, die es der Ukrainischen SSR anschloss. Mit dem Zerfall der Sowjetunion 1991 wurde das Dorf schließlich Teil der unabhängigen Ukraine.

## Gemeinde

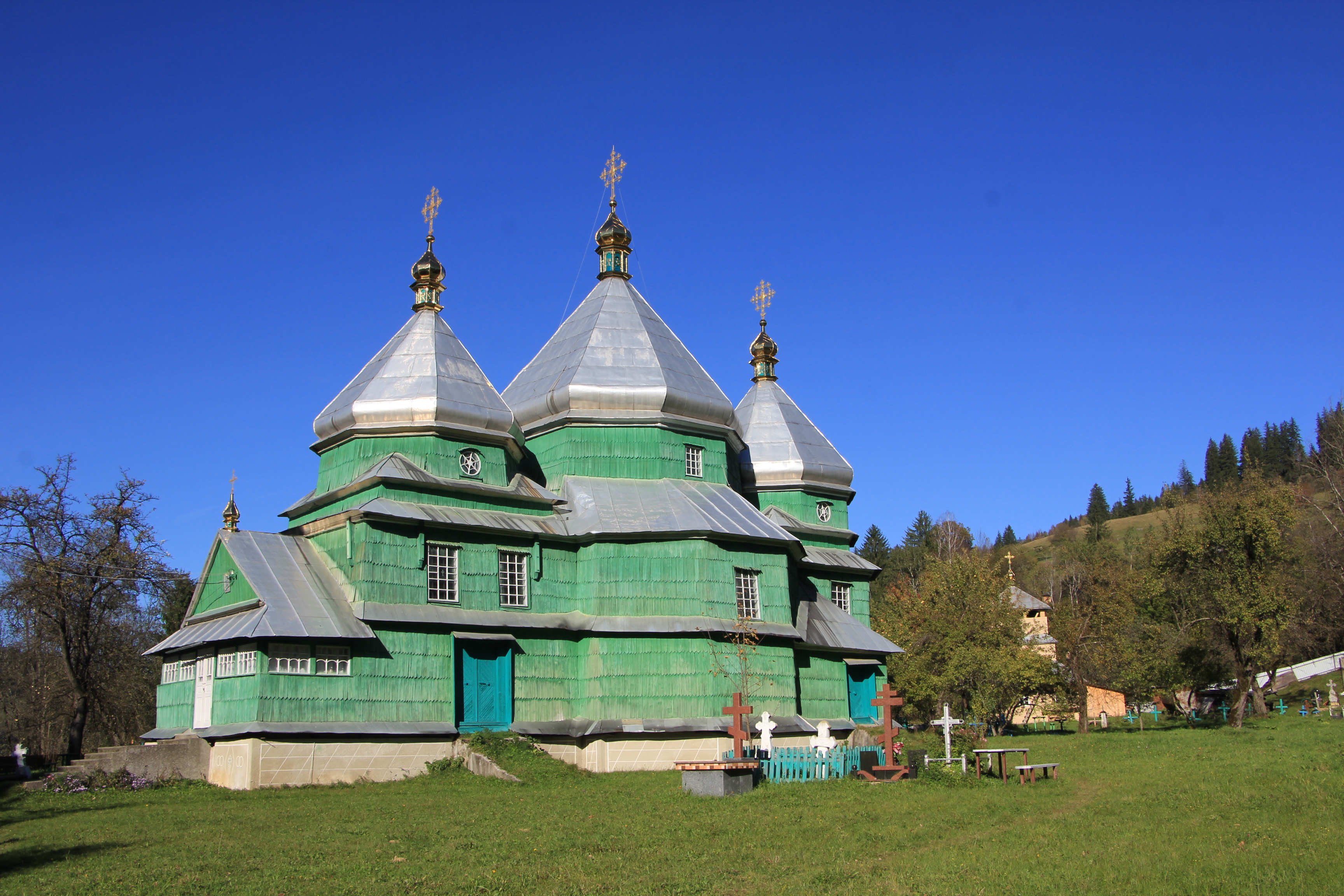
St.-Basilius-Kirche

Am 26. Januar 2017 wurde das Dorf zum Zentrum der neu gegründeten Landgemeinde Konjatyn (Конятинська сільська громада/Konjatynska silska hromada). Zu dieser zählen auch die 9 in der untenstehenden Tabelle aufgelistetenen Dörfer; bis dahin bildete es zusammen mit den Dörfern Samakowa (Самакова) und Welykyj Lypowez (Великий Липовець) die Landgemeinde Konjatyn (Конятинська сільська рада/Konjatynska silska rada) im Westen des Rajons Putyla.
Seit dem 17. Juli 2020 ist der Ort ein Teil des Rajons Wyschnyzja.
Folgende Orte sind neben dem Hauptort Konjatyn Teil der Gemeinde:
| Name                     | Name             | Name                             | Name                 | Name                         |
| ukrainisch transkribiert | ukrainisch       | russisch                         | rumänisch            | deutsch                      |
| ------------------------ | ---------------- | -------------------------------- | -------------------- | ---------------------------- |
| Dowhopillja              | Довгопілля       | Долгополье (Dowgopolje)          | Câmpulung pe Ceremuş | Russisch Dolhopole, Dołhopol |
| Holoschyna               | Голошина         | Голошина (Goloschina)            | Holoşina             | Holoszina                    |
| Hreblyna                 | Греблина         | Греблина (Greblina)              | Hreblina-Câmpulung   | Greblena                     |
| Plaj                     | Плай             | Плай                             | Plai                 | Plai                         |
| Plyta                    | Плита            | Плита (Plita)                    | –                    | —                            |
| Samakowa                 | Самакова         | Самакова                         | Samacova, Semacova   | Semakowa                     |
| Stebni                   | Стебні           | Стебни                           | Sălășeni, Stebni     | Stebne                       |
| Welykyj Lypowez          | Великий Липовець | Великий Липовец (Weliki Lipowez) | –                    | –                            |
| Jablunyzja               | Яблуниця         | Яблоница (Jabloniza)             | Iabloniţa            | Jabłonica                    |

## Kultur
Auf einem Hügel im Dorf befindet sich die 1877 erbaute Holzkirche des heiligen Basilius des Großen. Die 1987 renovierte Kirche ist, als eines der besten Beispiele der Holzarchitektur der Rechtsufrigen Ukraine, ein architektonisches Denkmal von nationaler Bedeutung. Das aus Holz errichtete Kirchengebäude mit einem Steinfundament hat eine Höhe von 25 m und besitzt fünf mit Zinn bedeckte Kuppeln.